# Lagos (Kolonie)
Lagos war ab 1861 eine britische Kronkolonie in der Bucht von Benin und damit Teil von „Britisch-Westafrika“.
Am 16. Februar 1906 wurde Lagos dem britischen Protektorat Südnigeria angeschlossen.

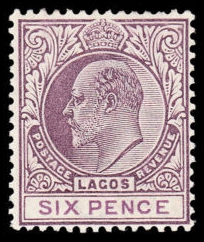
Briefmarke der Kolonie Lagos von 1904

## Geschichte
Lagos Colony war eine britische Kolonie im heutigen Süden Nigerias. Lagos wurde am 6. August 1861 unter Androhung von Gewalt durch Commander Beddingfield der HMS Prometheus annektiert, der vom britischen Konsul William McCoskry begleitet wurde. Oba Dosunumu von Lagos widersetzte sich der Abtretung 11 Jahre lang. Während dieser Zeit war er Bedrohung durch Gewalt gegen Lagos und seine Bevölkerung ausgesetzt, weshalb er letztlich kapitulierte und den Abtretungsvertrag von Lagos unterzeichnete. Lagos wurde am 5. März 1862 zur Kolonie erklärt. Bis 1872 war Lagos ein kosmopolitisches Handelszentrum mit über 60.000 Einwohnern. Nach langwierigen Kriegen zwischen den Yoruba-Staaten auf dem Festland errichtete die Kolonie zwischen 1890 und 1897 ein Protektorat über den größten Teil des Yorubalandes. Das Protektorat wurde im Februar 1906 in das neue Protektorat Südnigeria eingegliedert und Lagos wurde im Januar 1914 Hauptstadt des Protektorats Nigeria. Seitdem hat sich Lagos zur größten Stadt Westafrikas entwickelt, mit einer geschätzten Stadtbevölkerung von über 9.000.000 im Jahr 2011.